# Yang Yi
|  | Aquest article tracta sobre ministre del període dels Tres Regnes. Si cerqueu l'escriptor contemporani, vegeu «Yang Yi (escriptor)». |

En aquest nom xinès, el cognom és Yang (楊).
Yang Yi, nom de cortesia Weigong 威公, (AD ? - 235) va ser un ministre del període dels Tres Regnes de la història de la Xina. Ell provenia de Xiangyang i era originalment part de Cao Wei, emperò més tard va desertar a Guan Yu, que el va manar a Liu Bei. A Liu Bei li va agradar molt Yang Yi després de conèixer-lo per primera vegada i el va mantindre al seu costat nomenant-lo com Oficial General al Comandament de l'Esquerra (左將軍兵曹掾), i més tard convertint-se en emperador, Yang Yi fou fet Secretari Imperial (尚書). El Secretari Imperial era el responsable de la redacció dels edictes imperials; rebent les instruccions des dels més alts nivells del govern; de vegades podia servir per investigar els casos d'acusació. El Secretari del Prefecte Imperial guanyava un sou de mil shi.
Yang Yi va participar en les Expedicions del Nord de Shu sota el comandament de l'estrateg Zhuge Liang. Ell i Wei Yan no es portaven bé, i només la direcció de Zhuge Liang els impedia lluitar entre si per complet.
Quan Zhuge Liang va morir durant la seva campanya final contra Cao Wei, Yang Yi i Wei Yan entraren en conflicte sobre la conveniència de seguir les ordres de Zhuge de retirar-se. El seu desacord finalment va esclatar en una batalla en tota regla, que a la fi Yang Yi va guanyar. Ell també mataria a tota la família de Wei Yan poc després.
Yang Yi més tard va ser expulsat de la cort per queixar-se del seu rang actual. Va ser empresonat més tard per les seves crítiques difamatòries sobre Shu Han, i es va suïcidar a la presó.